# Nino and Radiah
Albums de Nino Ferrer
Nino Ferrer and Leggs
(1973) Suite en œuf
(1975)
Singles
1. Le Sud
Sortie : février 1975

Nino and Radiah est un album studio de Nino Ferrer accompagné de la chanteuse Radiah Frye, paru sur le label CBS en 1974.
Le titre South a été enregistré en novembre 1973 aux studios Trident à Londres, les autres titres en janvier 1974 au studio Spiders à Paris,,.

## Accueil
Nino and Radiah se vend à 30 000 exemplaires ou 60 000 exemplaires selon les sources,. Le Sud, version française de South, paraît en single début 1975 et est en tête du hit-parade français et se vend à plus d'un million d'exemplaires.

## Liste des titres
Liste des pistes du disque 33 tours sorti en 1974 :
| 1. | South      | Nino Ferrer                               | 5:00 |
| 2. | Moses      | Nino Ferrer, Radiah Frye, Lamarries Moses | 4:45 |
| 3. | Vomitation | Ferrer, Frye, Moses                       | 2:35 |
| 4. | Hot Toddy  | Ferrer, Frye, Moses                       | 8:30 |

| 5. | Mint Julep      | Ferrer, Frye, Moses | 4:05 |
| 6. | The Garden      | Ferrer, Frye, Moses | 4:20 |
| 7. | Looking for You | Ferrer              | 5:46 |
| 8. | New York        | Ferrer              | 5:00 |

L'album a été réédité, en 1991, chez Barclay, augmenté de la chanson Le Sud, interprétée par Nino Ferrer seul, sous le titre global « Nino and Radiah et le Sud », et couplé avec un autre album de Nino Ferrer, Suite en œuf, initialement paru en 1975.
Ce double CD audio composite de 1991 est paru sous le titre « Nino and Radiah et le Sud – Suite en œuf » (bien que la « galette » audio du CD 1 ne comporte que titre « Le Sud »...) Dans ce pressage du CD 1, la chanson Mint Julep passe en troisième position, tandis que la chanson Vomitation passe dans l'autre sens en cinquième position, les autres titres conservant un ordre inchangé par rapport au disque vinyle. La chanson Le Sud est ajoutée en neuvième piste.
En 1997, Barclay/Polydor rééditeront ensuite l'album d'origine en un seul CD audio, titré « Nino and Radiah et le Sud », qui conservera l'ordre des neuf chansons du CD 1 de 1991.

## Personnel

### SurSouth
- Nino Ferrer : chant, guitare
- Radiah Frye : chant et sympathie
- Michel Bernholc : piano
- Christian Padovan : guitare basse
- Marc Chantereau : percussions
- Gérard Kawcsynski : guitare
- André Sitbon : batterie
- Claude Engel : guitare

### Sur les autres titres
- Nino Ferrer : chant, guitare
- Radiah Frye : chant et sympathie
- Arthur Young : trompette
- Ronnie James : trompette
- Lafayette Hudson : guitare basse
- Larry Jones : guitare électrique
- Franck Abel : claviers
- Danny Donath : batterie
- Kino Speller : percussions